# 葉孟昭
葉孟昭（15世紀—15世紀），字文明，廣東南雄府保昌縣人，明朝政治人物。

## 生平
葉孟昭是永樂二十一年（1423年）的舉人，授潯州府教授，轉任臨江府教授；他人品磊落，言論豪氣，文章有思致，得到學者仰慕；之後他曾負責山東鄉試，天順年間為魯府左長史，能規勸魯王朱肇煇獲嘉納和重視，稱呼為先生。後來他的母親逝世，請求回鄉未得准許，在任內去世，魯王非常惋惜，賜贈歸葬豐厚，有文集若干卷收藏在家。

## 引用
1. 1 2  道光《直隸南雄州志·卷二十五·列傳一》：葉孟昭，字文明，保昌人，永樂癸卯鄉薦，任潯州京衛教職，遷臨江教授，人品磊落、議論英發，為文有思致，所至學者仰之。嘗主試山東，遷魯府左長史，屢有規正，皆見嘉納，大為賢王所重，稱先生而不名；母乞歸不許，終於任，王悼惜之，賵贈優渥歸葬，有遺文若干卷。 見黃氏《通志》
2. ↑  鄆城《觀音禪寺新□□碑記》：……奉義大夫魯府左長史葉孟昭篆額……天順七年歲次癸未孟冬十月二十□日……
3. ↑  雍正《廣東通志·卷四十六·人物志》：葉孟昭，字文明，保昌人，永樂癸卯舉於鄉，歷潯州、臨江教授，性磊落、議論英發所為文有思致。嘗典試山東，遷魯府左長史，屢有規正，皆見嘉納，藩甚重之，屢乞歸不許，比卒王嗟悼，賜贈甚厚，有集藏於家。